# Pequeno Segredo
Pequeno Segredo é um filme brasilo-neozelandês de 2016, do gênero drama, dirigido por David Schürmann. O filme com roteiro original de Marcus Bernstein conta a história real sobre  a adoção de Kat Schurmann, portadora do vírus HIV e filha caçula da família Schürmann – a primeira família brasileira a rodar o mundo em um veleiro.

## Sinopse
A história, que é autobiográfica e ficcional, conta que um neozelandês vai para a Amazônia e se apaixona por uma cabocla com quem tem uma filha, depois conhece o casal de velejadores que está viajando o mundo. Dessa amizade, vem a adoção da filha desse relacionamento.

## Elenco
- Marcello Antony – Vilfredo Schurmann
- Julia Lemmertz – Heloisa Schurmann
- Maria Flor – Jeanne
- Erroll Shand – Robert
- Mariana Goulart – Kat Schurmann
- Fionnula Flanagan – Bárbara
- Rose Brant – Mila
- Thaís Comim – Sophia
- Alice Berton – Luana
- Thomas Silvestre – Julio

## Produção
O filme foi aprovado a captar R$ 9,7 milhões por meio da Lei do Audiovisual, levantando somente R$ 4 milhões por meio de incentivos Federais. O orçamento total e captado por meio de varias fontes de investimento foi de R$ 10 milhões.
Pequeno Segredo levou seis anos de roteiro, filmagens e produção. O diretor David Schürmann explica que o interesse nasceu quando seus pais, Vilfredo e Heloísa, adotaram Kat (morta em 2006, pouco antes de completar 13 anos), uma menina soropositiva que impressionou pela criatividade e genialidade.

## Repercussão

### Representante brasileiro no Oscar 2017
O longa foi escolhido pelo Ministério da Cultura para representar o Brasil na tentativa de uma indicação ao Oscar 2017, na categoria de melhor filme estrangeiro. Essa escolha foi inesperada e polêmica, pois acreditava-se que Aquarius – único filme latino-americano na competição oficial de Cannes, na França – fosse escolhido.
A comissão que escolheu o representante brasileiro teve entre seus membros um crítico de cinema que já havia feito críticas ao diretor Kleber Mendonça Filho e aos atores de Aquarius, devido ao protesto que a equipe do filme fez contra o processo de impeachment da presidente Dilma Rousseff, no Festival de Cannes, na França. Mendonça Filho afirmou que houve retaliação política a seu filme e diversos cineastas como Anna Muylaert e Gabriel Mascaro afirmaram que Aquarius deveria ter sido o filme escolhido. Para Muylaert a escolha de Pequeno segredo "joga-se no lixo um trabalho de profissionalização do cinema brasileiro que tem mais de 20 anos". Já David Schürmann, diretor de Pequeno Segredo, defendeu o seu filme dizendo:“Sabemos que tem muita gente falando que não foi a melhor escolha da equipe, mas quero dizer que, quando essas pessoas assistirem ao filme, vão entender por que ele foi escolhido.”
Pequeno Segredo investiu US$ 250 mil na campanha para o Oscar – US$ 197 mil vieram da Ancine, um órgão oficial do governo federal do Brasil. No entanto, o filme ficou de fora da disputa pelo Oscar de Melhor Filme Estrangeiro e não ficou entre os pré-indicados.

## Lançamento
Inicialmente, o filme estava previsto para ser lançado nos cinemas brasileiros no segundo semestre de 2015. No entanto, a estreia foi adiada para junho de 2016 e, mais tarde, para 10 de novembro de 2016. Por fim, para que o filme fosse elegível ao Oscar de Melhor Filme Estrangeiro, a estreia foi antecipada para 22 de setembro de 2016 e foi exibido em apenas uma sala do Rio Grande do Sul.

## Recepção

### Resposta crítica
O longa teve uma recepção mista dos críticos. Alcino Leite Neto, da Folha de S.Paulo, fez duras críticas ao filme. Segundo Alcino, Pequeno Segredo é um "dos piores filmes brasileiros recentes" e "um oceano de clichês e sentimentalismo. A narrativa é piegas, as imagens são piegas, a banda sonora é piegas, a direção é de uma platitude sem fim".
Já para o jornalista Luciano Trigo, do portal G1, Pequeno Segredo é "o melhor filme brasileiro dos últimos anos, com roteiro, fotografia e interpretações impecáveis".
Segundo Roberto Sadovski do Universo Online, "enquanto o Brasil vive extrema polarização e um momento político delicado, Pequeno Segredo surge como um alento, um filme delicado que, longe de alimentar o fogo, tenta apaziguar qualquer polêmica sendo apenas um filme – uma boa história, bem ritmada, fácil de seguir, fácil de gostar. É sentimental sem medo, é pessoal sem pedir desculpas".

### Prêmios e indicações
| Ano  | Premiação                          | Categoria                        | Resultado |
| ---- | ---------------------------------- | -------------------------------- | --------- |
| 2017 | Grande Prêmio do Cinema Brasileiro | Melhor Atriz (Júlia Lemmertz)    | Indicado  |
| 2017 | Grande Prêmio do Cinema Brasileiro | Melhor Direção (David Schürmann) | Indicado  |
| 2017 | Grande Prêmio do Cinema Brasileiro | Melhor Trilha Sonora             | Indicado  |
| 2017 | Grande Prêmio do Cinema Brasileiro | Melhor Efeito Visual             | Venceu    |